# Inti-Illimani Histórico canta a Manns
Canta a Manns es el sexto álbum oficial y tercer en estudio del conjunto musical chileno Inti-Illimani Histórico, publicado en diciembre de 2014 por el sello chileno Plaza Independencia.
Un álbum conceptual que se centra en la obra del cantautor Patricio Manns y que comprende composiciones entre los años 1956 y 1983, que tienen como eje central, el tema del amor.
Patricio Manns canta en el tema Bandido, que cierra el álbum y que forma parte de su primer disco Entre mar y cordillera publicado en 1966. Sobre el álbum declaró:

«Sin duda que la gente que escuche este disco, va a gozar como bestia, a mi me hace llorar, porque hay cosas que me tocan profundamente y es verme a mi desde el frente.
Patricio Manns».

El álbum fue presentado con dos conciertos en el Teatro Nescafé de las Artes los días 27 y 28 de diciembre. En el año 2015 la producción fue nominada a los Premios Pulsar en las categorías de Álbum del año y Mejor Artista de Música de Raíz, evento a realizarse el 28 de julio en el Teatro Nescafé de Las Artes. Asimismo fue publicado en formato vinilo en junio de 2016, junto con Esencial y Eva Ayllón + Inti-Illimani Histórico.

## Lista de canciones
Todas las canciones escritas y compuestas por Patricio Manns, salvo «Ya no canto tu nombre», cuya música fue compuesta por Edmundo Vásquez. 
| Canta a Manns |                                                |          |  |
| N.º           | Título                                         | Duración |  |
| 1.            | «Ya no canto tu nombre»                        | 3:16     |  |
| 2.            | «El andariego»                                 | 2:57     |  |
| 3.            | «Elegía sin nombre»                            | 3:06     |  |
| 4.            | «Balada de los amantes del camino de Taverney» | 5:13     |  |
| 5.            | «La guitarrera que toca»                       | 4:20     |  |
| 6.            | «Valdivia en la niebla»                        | 4:33     |  |
| 7.            | «Canto esclavo»                                | 4:08     |  |
| 8.            | «El pacto roto»                                | 3:20     |  |
| 9.            | «Los mares vacíos»                             | 4:08     |  |
| 10.           | «Bandido»                                      | 3:18     |  |
| 38:24         |                                                |          |  |

## Créditos
- Patricio Manns

Inti-Illimani Histórico
- Horacio Salinas
- Horacio Durán
- José Seves
- Camilo Salinas
- Fernando Julio
- Danilo Donoso
- Hermes Villalobos

Músicos adicionales
- Ángel Cárdenas: Violonchelo en «Valdivia en la niebla» y en «Elegía sin nombre».
- Federico Dannemann: Guitarra eléctrica en «Canto esclavo».